# 오후 라이브 뉴스 SOON
오후 라이브 뉴스 SOON(午後 LIVE ニュースーン)은 2024년 4월 1일부터 NHK 종합 텔레비전에서 평일 오후 3시 10분 - 저녁 5시 57분에 방송될 예정인 『NHK 뉴스』의 보도·정보 프로그램이다.

## 기획 의도
2024년 4월 1일부터 NHK 종합 텔레비전에서 평일 오후 3시 10분 - 저녁 5시 57분에 방송될 예정인 『NHK 뉴스』의 보도·정보 프로그램으로 기존의 방송되었던 뉴스 라이브 저녁 5시와 NHK 오사카 방송국에서 방송되었던 뉴스 금요일 5시의 연장선상에 방송으로 도쿄도에 있는 NHK 방송 센터로 부터의 생방송으로 전국에 방송국을 가지는 네트워크를 살린 뉴스외, 생활 정보등을 전달한다. 타이틀명인 「NEWSOON」이란,「New」및「News」와「Soon」을 조합한 것이다. 이 프로그램의 시작이 정식으로 발표되기 전에는, 복수의 스포츠 신문이 이 프로그램의 방송 시간이 오후 1시대부터 오후 5시대 까지이며, 오후 1시대와 오후 2시대는 NHK 오사카 방송국이 제작하고, 오후 3시대부터 저녁 5시대까지는 방송 센터가 제작한다. 그리고 이 프로그램의 캐스터, 서브 캐스터·중계 리포터는 모두 NHK 아나운서가 맡게 된다.

## 방송 시간
- 월 ~ 금 오후 3시 10분 ~ 5시 57분(167분)

## 진행자
- 이케다 노부코: NHK 아나운서
- 이토 우미히코: NHK 아나운서

### 서브 진행자
- 안도 유이: NHK 아나운서(직전 NHK 히로시마 방송국 근무)
- 시가 슌야: NHK 아나운서(직전 NHK 히로시마 방송국 근무)
- 미야자키 케이타: NHK 아나운서